# Palma (Moçambique)
Palma é uma vila moçambicana, sede do distrito homónimo, na província de Cabo Delgado. A vila situa-se no extremo interior da Baía de Tungue, uma ampla reentrância na costa imediatamente a sul do do estreito cabo, o cabo Delgado, que dá nome àquela região da costa oriental de África.

## História
A povoação actual foi fundada em 1889, recebendo o seu nome em homenagem a José Raimundo de Palma Velho, o comandante das forças portuguesas que nesse ano expulsou o sultão local.

### Ataque islâmico
Palma foi atacada por grupos armados em 24 de Março de 2021, no contexto da insurreição que assola a província.